# Rawica Stara
Rawica Stara – wieś w Polsce położona w województwie mazowieckim, w powiecie zwoleńskim, w gminie Tczów. Ma status sołectwa.
W latach 1975–1998 miejscowość należała administracyjnie do województwa radomskiego.
Przez wieś przebiega trasa drogi wojewódzkiej nr 733. We wsi znajduje się szkoła podstawowa im. Królowej św. Jadwigi
Wierni Kościoła rzymskokatolickiego należą do parafii św. Jana Chrzciciela w Tczowie.